# Apanteles ariovistus
Apanteles ariovistus är en stekelart som beskrevs av Nixon 1965. Apanteles ariovistus ingår i släktet Apanteles och familjen bracksteklar. Inga underarter finns listade i Catalogue of Life.